# Евфимия Куявская
Евфимия Куявская (ок. 1265 — 18 марта 1308) — польская княжна из рода Пястов, вторая жена Галицко-Волынского князя Юрия I Львовича.

## Биография
Евфимия считается дочерью Казимира I (ок. 1211—1267), князя Куявского, от его второго брака с Евфросинией (1228/1230—1292), дочерью опольско-рацибужского князя Казимира I. Её брат Владислав I Локетек в 1306 году стал королём Польши.
Единственное упоминание о ней содержится у Яна Длугоша, который пишет, что 18 марта 1308 года умерла княжна Евфимия, дочь князя Казимира и жена русского князя Юрия, который умер 21 апреля того же года в свой день рождения. На основании сопоставлений биографий польских и русских правителей того времени установлено, что речь может идти только о Казимире I Куявском и Юрии I Львовиче Галицком.
Брак Евфимии с Юрием мог состояться в 1289 или 1290 году. Инициатором его мог быть брат Евфимии Владислав Локетек, которому была необходима помощь русских князей в борьбе за сохранение своих владений и за польский престол. В 1296 году её брат Земовит Добжинский женился на сестре её мужа Анастасии Львовне.

## Брак и дети
Муж: с 1289/1290 — Юрий I Львович, князь Галицко-Волынский (ок. 1252—1308)
Дети:
- Андрей Галицкий (ум. 1323), князь Волынский и Галицкий (совместно с братом Львом)
- Лев II Юрьевич (ум. 1323), князь Луцкий, князь Галицкий (совместно с Андреем)
- Мария Юрьевна (ум. 1341), княжна Галицко-Львовская, замужем за мазовецким князем Тройденом I
- Анастасия Юрьевна (ум. ок. 1364), жена князя Александра Тверского